# José Traquina
José Augusto Traquina Maria (ur. 21 stycznia 1954 w Alcobaça) – portugalski duchowny rzymskokatolicki, biskup Santarém od 2017.

## Życiorys
Święcenia kapłańskie otrzymał 30 czerwca 1985 i został inkardynowany do patriarchatu lizbońskiego. Pracował głównie jako duszpasterz parafialny oraz jako wykładowca lizbońskich seminariów duchownych.
17 kwietnia 2014 papież Franciszek mianował go biskupem pomocniczym Patriarchatu lizbońskiego, ze stolicą tytularną Lugura. Sakry biskupiej udzielił mu 1 czerwca 2014 patriarcha Lizbony - arcybiskup Manuel Clemente.
7 października 2017 został mianowany biskupem ordynariuszem diecezji Santarém. 25 listopada 2017 kanonicznie objął urząd, a następnego dnia odbył ingres do katedry w Santarém.